# 上富良野町
上富良野町（かみふらのちょう）は、北海道上川総合振興局にある町。

## 概要
1897年（明治30年）の開拓以来、農業を中心に発展してきた町である。1948年（昭和23年）に農作物としてのラベンダー栽培を始めた地であり、2001年（平成13年）には「ふらののラベンダー」として環境省から「かおり風景100選」に選定されている。また、上富良野町を含む6市町村で「富良野・美瑛観光圏」を形成している。

## 地理
北海道のほぼ中央部に位置している。町域は東西24.6 km、南北19.0 kmであり、東に大雪山国立公園の大雪山系十勝岳、西に夕張山地の山麓地帯、北に両山系の山麓と、三方を山岳に囲まれている。また、北は上川と空知の分水嶺にもなっている。南には市街地が形成されており、富良野盆地の平坦部が開けている。
- 山：三段山（標高1,748 m）、十勝岳 (2,077 m)、上ホロカメットク山 (1,920 m)、富良野岳 (1,912 m)、旭岳 (1,335 m)
- 河川：富良野川、ヌッカクシ富良野川、ベベルイ川
- ダム：日新ダム、日の出ダム、江幌貯水池

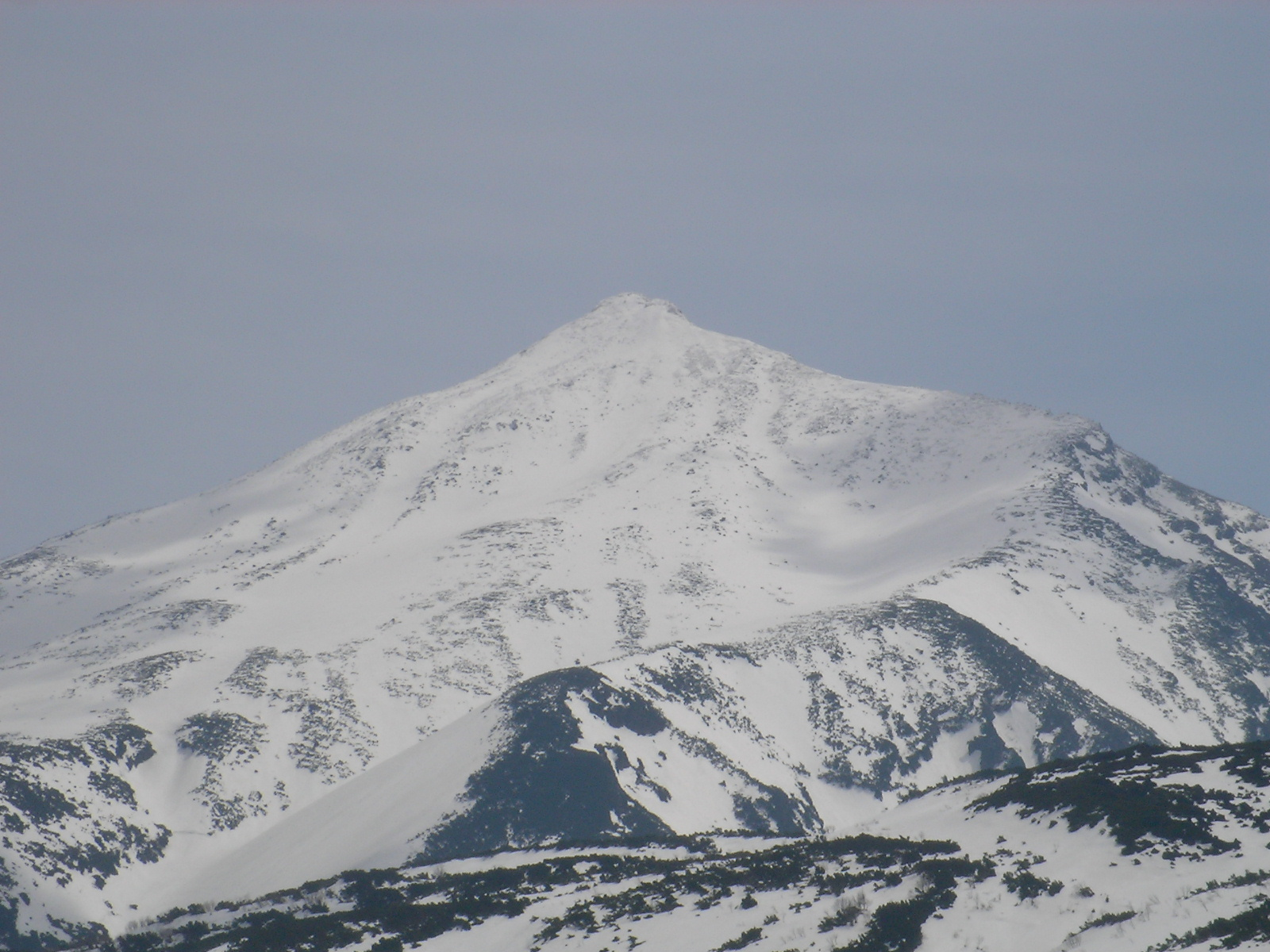
十勝岳
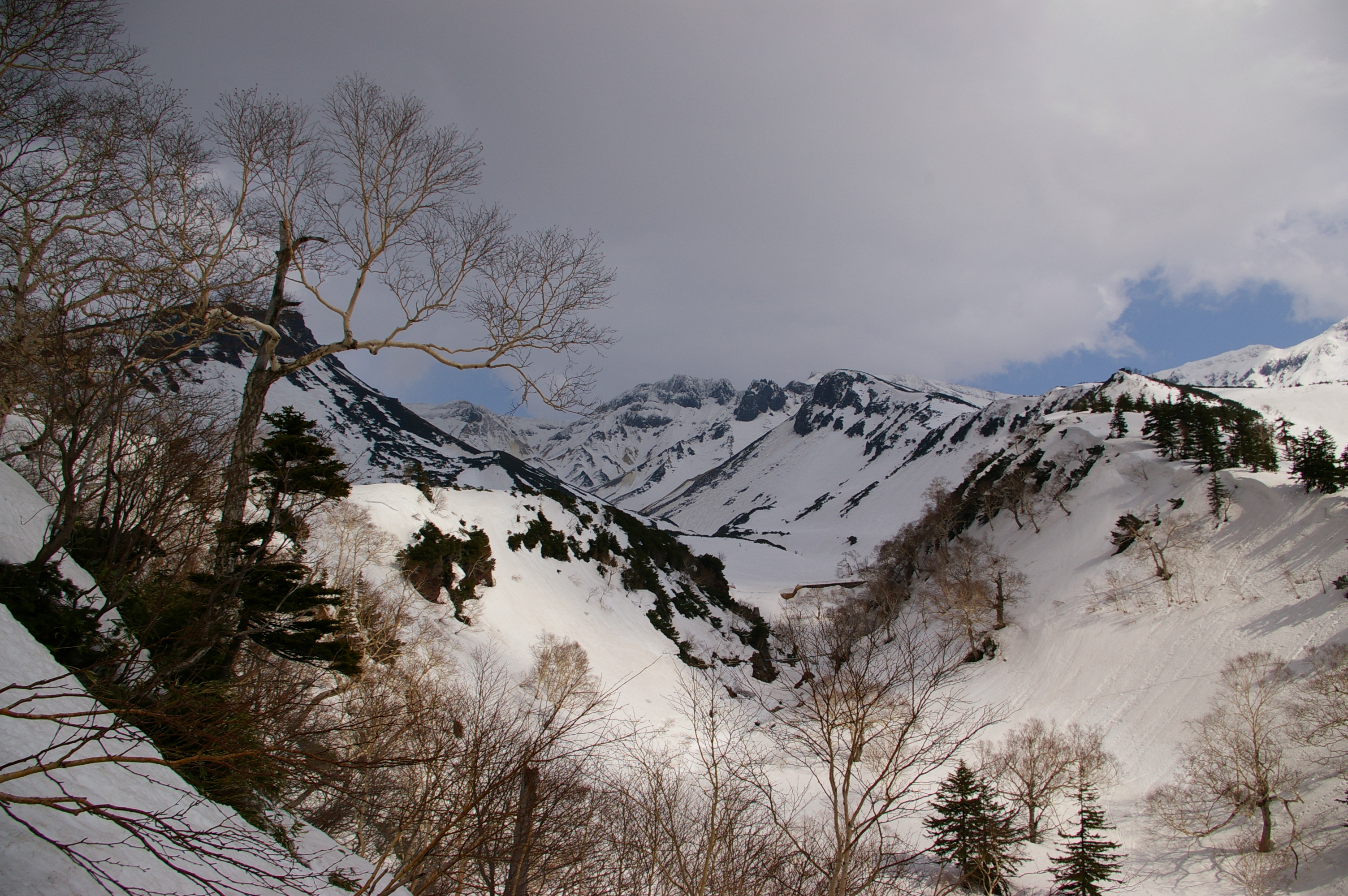
上ホロカメットク山
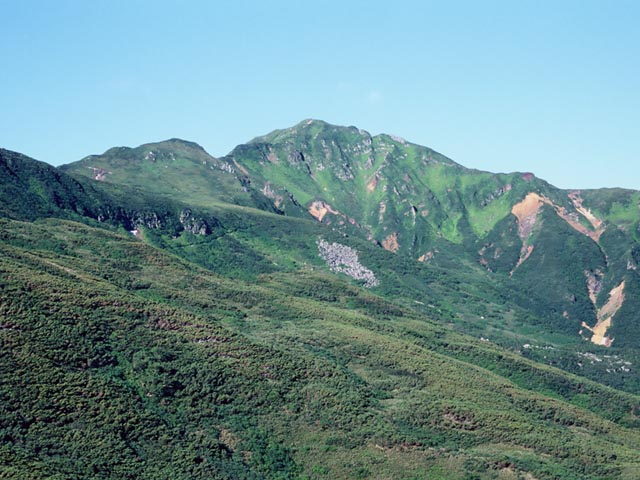
富良野岳（2006年7月）

### 人口
1955年（昭和30年）に陸上自衛隊上富良野駐屯地が開設され、現在は人口の約3割が自衛隊員とその家族になっている。
| |                                            |  |
| 上富良野町と全国の年齢別人口分布（2005年） | 上富良野町の年齢・男女別人口分布（2005年） |  |
| ■紫色 ― 上富良野町 ■緑色 ― 日本全国 | ■青色 ― 男性 ■赤色 ― 女性                  |  |
| 上富良野町（に相当する地域）の人口の推移 \| 1970年（昭和45年） \| 15,791人 \| \| \| 1975年（昭和50年） \| 14,870人 \| \| \| 1980年（昭和55年） \| 14,441人 \| \| \| 1985年（昭和60年） \| 14,127人 \| \| \| 1990年（平成2年） \| 13,265人 \| \| \| 1995年（平成7年） \| 12,881人 \| \| \| 2000年（平成12年） \| 12,809人 \| \| \| 2005年（平成17年） \| 12,352人 \| \| \| 2010年（平成22年） \| 11,543人 \| \| \| 2015年（平成27年） \| 10,826人 \| \| \| 2020年（令和2年） \| 10,348人 \| \| |                                            |  |
| 総務省統計局 国勢調査より |                                            |  |
| 1970年（昭和45年） | 15,791人                                   |  |
| 1975年（昭和50年） | 14,870人                                   |  |
| 1980年（昭和55年） | 14,441人                                   |  |
| 1985年（昭和60年） | 14,127人                                   |  |
| 1990年（平成2年） | 13,265人                                   |  |
| 1995年（平成7年） | 12,881人                                   |  |
| 2000年（平成12年） | 12,809人                                   |  |
| 2005年（平成17年） | 12,352人                                   |  |
| 2010年（平成22年） | 11,543人                                   |  |
| 2015年（平成27年） | 10,826人                                   |  |
| 2020年（令和2年） | 10,348人                                   |  |

## 気候
ケッペンの気候区分によると、上富良野町は湿潤大陸性気候に属する。寒暖の差が大きく、気温の年較差・日較差が大きい顕著な大陸性気候である。降雪量が多く、豪雪地帯に指定されている。冬季に-25℃を下回る気温が観測されることが珍しくなく、寒さが厳しい。
| 上富良野（1991年 - 2020年）の気候  | 上富良野（1991年 - 2020年）の気候 | 上富良野（1991年 - 2020年）の気候 | 上富良野（1991年 - 2020年）の気候 | 上富良野（1991年 - 2020年）の気候 | 上富良野（1991年 - 2020年）の気候 | 上富良野（1991年 - 2020年）の気候 | 上富良野（1991年 - 2020年）の気候 | 上富良野（1991年 - 2020年）の気候 | 上富良野（1991年 - 2020年）の気候 | 上富良野（1991年 - 2020年）の気候 | 上富良野（1991年 - 2020年）の気候 | 上富良野（1991年 - 2020年）の気候 | 上富良野（1991年 - 2020年）の気候 |
| 月                                 | 1月                               | 2月                               | 3月                               | 4月                               | 5月                               | 6月                               | 7月                               | 8月                               | 9月                               | 10月                              | 11月                              | 12月                              | 年                                |
| ---------------------------------- | --------------------------------- | --------------------------------- | --------------------------------- | --------------------------------- | --------------------------------- | --------------------------------- | --------------------------------- | --------------------------------- | --------------------------------- | --------------------------------- | --------------------------------- | --------------------------------- | --------------------------------- |
| 最高気温記録 °C （°F）             | 7.1 (44.8)                        | 12.8 (55)                         | 17.2 (63)                         | 28.1 (82.6)                       | 35.4 (95.7)                       | 36.8 (98.2)                       | 37.2 (99)                         | 37.5 (99.5)                       | 33.8 (92.8)                       | 28.7 (83.7)                       | 20.9 (69.6)                       | 12.9 (55.2)                       | 37.5 (99.5)                       |
| 平均最高気温 °C （°F）             | −3.5 (25.7)                       | −2.2 (28)                         | 2.6 (36.7)                        | 10.7 (51.3)                       | 18.3 (64.9)                       | 22.8 (73)                         | 26.3 (79.3)                       | 26.4 (79.5)                       | 21.9 (71.4)                       | 14.7 (58.5)                       | 6.2 (43.2)                        | −1.1 (30)                         | 11.9 (53.4)                       |
| 日平均気温 °C （°F）               | −8.1 (17.4)                       | −7.2 (19)                         | −2.2 (28)                         | 5.1 (41.2)                        | 12.1 (53.8)                       | 16.8 (62.2)                       | 20.7 (69.3)                       | 20.9 (69.6)                       | 16.1 (61)                         | 9.0 (48.2)                        | 2.0 (35.6)                        | −5.0 (23)                         | 6.7 (44.1)                        |
| 平均最低気温 °C （°F）             | −13.6 (7.5)                       | −13.4 (7.9)                       | −7.8 (18)                         | −0.5 (31.1)                       | 5.9 (42.6)                        | 11.5 (52.7)                       | 16.0 (60.8)                       | 16.4 (61.5)                       | 11.1 (52)                         | 3.9 (39)                          | −2.2 (28)                         | −9.8 (14.4)                       | 1.5 (34.7)                        |
| 最低気温記録 °C （°F）             | −31.5 (−24.7)                     | −31.7 (−25.1)                     | −26.2 (−15.2)                     | −14.8 (5.4)                       | −3.0 (26.6)                       | 1.1 (34)                          | 5.8 (42.4)                        | 6.5 (43.7)                        | 0.4 (32.7)                        | −5.4 (22.3)                       | −18.8 (−1.8)                      | −25.4 (−13.7)                     | −31.7 (−25.1)                     |
| 降水量 mm （inch）                 | 44.8 (1.764)                      | 38.0 (1.496)                      | 45.6 (1.795)                      | 47.8 (1.882)                      | 63.6 (2.504)                      | 73.7 (2.902)                      | 123.4 (4.858)                     | 166.8 (6.567)                     | 132.8 (5.228)                     | 90.4 (3.559)                      | 93.4 (3.677)                      | 72.3 (2.846)                      | 993.7 (39.122)                    |
| 平均降水日数 （≥1.0 mm）           | 15.9                              | 13.8                              | 13.1                              | 11.9                              | 11.9                              | 10.6                              | 11.3                              | 12.5                              | 13.1                              | 14.5                              | 18.0                              | 18.8                              | 163.9                             |
| 平均月間日照時間                   | 60.6                              | 73.1                              | 112.0                             | 147.3                             | 175.9                             | 164.9                             | 160.0                             | 150.7                             | 137.0                             | 116.2                             | 61.4                              | 43.9                              | 1,403                             |
| 出典1：Japan Meteorological Agency |                                   |                                   |                                   |                                   |                                   |                                   |                                   |                                   |                                   |                                   |                                   |                                   |                                   |
| 出典2：気象庁                      |                                   |                                   |                                   |                                   |                                   |                                   |                                   |                                   |                                   |                                   |                                   |                                   |                                   |

## 歴史
「上富良野歴史年表」参照
- 縄文時代より栄え、アイヌの伝承がある。
- 1858年（安政05年）：松浦武四郎が富良野を調査。深山峠にこの顕彰碑がある。
- 1897年（明治30年）：田中常次郎、田村栄次郎、久野伝兵衛、高田次郎吉、川田七五郎、吉澤源七、川辺三蔵、服部代次郎の一行8名が三重県から上富良野の西3線北29号175番地に入地。富良野村創立。歌志内村外一箇村（富良野村）戸長役場を歌志内（現在の歌志内市）に置く。丸谷捨吉が吹上温泉を発見｡
- 1898年（明治31年）：富良野村を上川支庁に編入。旭川 - 下富良野間、歌志内 - 下富良野間に仮設道路開通｡
- 1899年（明治32年）：富良野村戸長役場設置。美瑛 - 上富良野間の鉄道開通（上富良野駅開業）。
- 1900年（明治33年）：上富良野 - 下富良野間の鉄道開通。
- 1903年（明治36年）：富良野村南方を分割して下富良野村（現在の富良野市）を置き、富良野村を上富良野村と改称。下富良野村戸長役場設置。
- 1906年（明治39年）：二級町村制施行。
- 1917年（大正06年）：上富良野村を分割して中富良野村（現在の中富良野町）を置き、二級町村制を施行｡
- 1919年（大正08年）：一級町村制施行。飛沢清治が私財を投じて吹上温泉までの道路建設。
- 1924年（大正13年）：伊藤秀五郎ら5名が吹上温泉からスキーによる十勝岳冬季初登頂。
- 1926年（大正15年）：十勝岳大噴火（死者・不明者144名）。大日本麦酒（現在のサッポロビール）上富良野ホップ園開設。
- 1927年（昭和02年）：北海道一・二級町村制施行。
- 1948年（昭和23年）：ラベンダー栽培が始まる[2]。
- 1951年（昭和26年）：町制施行し、上富良野町となる。
- 1955年（昭和30年）：陸上自衛隊上富良野駐屯地開庁。
- 1957年（昭和32年）：町章制定。
- 1958年（昭和33年）：上富良野町立国民健康保険直営病院（現在の上富良野町立病院）開設。
- 1962年（昭和37年）：十勝岳噴火（死者・不明者5名）。
- 1967年（昭和42年）：町営日の出山スキー場設置。十勝岳温泉郷が国民保養温泉地に指定[12]。
- 1977年（昭和52年）：陸上自衛隊多田弾薬支処が多田分屯地に改編。日の出公園設置。
- 1978年（昭和53年）：上富良野町郷土館開館。
- 1981年（昭和56年）：町花「ラベンダー」、町木「アカエゾマツ」決定。
- 1985年（昭和60年）：カナダ・アルバータ州カムローズ市と友好都市提携[13]。
- 1988年（昭和63年）：上富良野町社会教育総合センターオープン。国道237号上富良野バイパス開通。十勝岳噴火。
- 1997年（平成09年）：『第6回全国ハーブサミット』開催。三重県津市と友好都市提携[13]。上富良野町開基100年記念式典挙行。
- 1999年（平成11年）：富良野地域5土地改良区（草分・東中・富良野平原・扇山・東郷）が合併し、富良野土地改良区発足。「かみふらの八景」選定[14]。
- 2001年（平成13年）：富良野地域6農協（上富良野・中富良野・富良野・山部町・東山地区・南富良野町）が合併し、ふらの農業協同組合（JAふらの）発足。環境省から「ふらののラベンダー」として「かおり風景100選」に選定[4]。
- 2004年（平成16年）：土の館が「北海道遺産」に選定[15]。上富良野町図書館開館。
- 2008年（平成20年）：富良野圏域5市町村による富良野広域連合設立（2009年業務開始）。
- 2014年（平成26年）：「2014全国フットパスフォーラムinかみふらの」開催[16]。
- 2015年（平成27年）：構造改革特別区域として「上富良野町どぶろく特区」認定[17]。

## 友好都市
- カムローズ市（アルバータ州）
  - 1985年（昭和60年）9月5日提携[13]
- 津市（三重県）
  - 1997年（平成9年）7月30日提携[13]

## 行政
| -    | 名前       | 就任年月日                 | 退任年月日                 |
| 戸長 | 戸長       | 戸長                       | 戸長                       |
| ---- | ---------- | -------------------------- | -------------------------- |
| 初代 | 松下高道   | 1899年（明治32年）6月20日  | 1901年（明治34年）11月2日  |
| 2代  | 三浦忻郎   | 1901年（明治34年）12月1日  | 1905年（明治38年）1月28日  |
| 3代  | 和井内喜之 | 1905年（明治38年）1月28日  | 1906年（明治39年）3月28日  |
| 村長 |            |                            |                            |
| 初代 | 草浦耕蔵   | 1906年（明治39年）4月1日   | 1909年（明治42年）3月8日   |
| 2代  | 来海実     | 1909年（明治42年）9月2日   | 1911年（明治44年）1月31日  |
| 3代  | 塙浩気     | 1911年（明治44年）1月31日  | 1919年（大正8年）3月31日   |
| 4代  | 吉田貞次郎 | 1919年（大正8年）6月24日   | 1935年（昭和10年）6月17日  |
| 5代  | 金子浩     | 1935年（昭和10年）7月10日  | 1946年（昭和21年）11月7日  |
| 6代  | 田中勝次郎 | 1947年（昭和22年）4月5日   | 1951年（昭和26年）8月      |
| 町長 |            |                            |                            |
| 初代 | 田中勝次郎 | 1951年（昭和26年）8月      | 1955年（昭和30年）4月30日  |
| 2代  | 海江田武信 | 1955年（昭和30年）5月1日   | 1963年（昭和38年）4月30日  |
| 3代  | 村上国二   | 1963年（昭和38年）5月1日   | 1963年（昭和38年）8月1日   |
| 4代  | 海江田武信 | 1963年（昭和38年）8月25日  | 1967年（昭和42年）8月24日  |
| 5代  | 村上国二   | 1967年（昭和42年）8月25日  | 1971年（昭和46年）8月24日  |
| 6代  | 和田松ヱ門 | 1971年（昭和46年）8月25日  | 1983年（昭和58年）8月24日  |
| 7代  | 酒匂佑一   | 1983年（昭和58年）8月25日  | 1992年（平成4年）11月24日  |
| 8代  | 菅野學     | 1992年（平成4年）12月28日  | 1996年（平成8年）12月26日  |
| 9代  | 尾岸孝雄   | 1996年（平成8年）12月27日  | 2008年（平成20年）12月26日 |
| 10代 | 向山富夫   | 2008年（平成20年）12月27日 | 2020年（令和2年）12月26日  |
| 11代 | 斉藤繁     | 2020年（令和2年）12月27日  | 在任中                     |

## 町議会
「議会要覧」参照
- 議員定数14人
- 議会
  - 定例会（3月・6月・9月・12月）
  - 臨時会
- 委員会
  - 常任委員会
    - 総務産建委員会（定数7人）
    - 厚生文教委員会（定数7人）

  - 議会運営委員会（定数6人）
  - 特別委員会
    - 決算特別委員会（定数12人）
    - 予算特別委員会（定数13人）
    - 議会広報特別委員会（定数6人）

## 官公署
国の機関
- 農林水産省
  - 林野庁北海道森林管理局上川南部森林管理署上富良野森林事務所
- 防衛省
  - 陸上自衛隊北部方面隊北部方面総監部
    - 上富良野駐屯地
    - 多田分屯地
    - 上富良野演習場

  - 自衛隊旭川地方協力本部
    - 上富良野出張所
    - 道北地域援護センター上富良野分室

## 公共施設
- 上富良野町セントラルプラザ
- 上富良野町社会教育総合センター
- 上富良野町子どもセンター
- 上富良野町図書館・公民館
- 上富良野町武道館
- 上富良野町B&G海洋センター
- 上富良野町葬祭場
- 上富良野町クリーンセンター

## 公的機関
警察
- 富良野警察署上富良野交番

消防
- 富良野広域連合
  - 消防本部・上富良野消防署

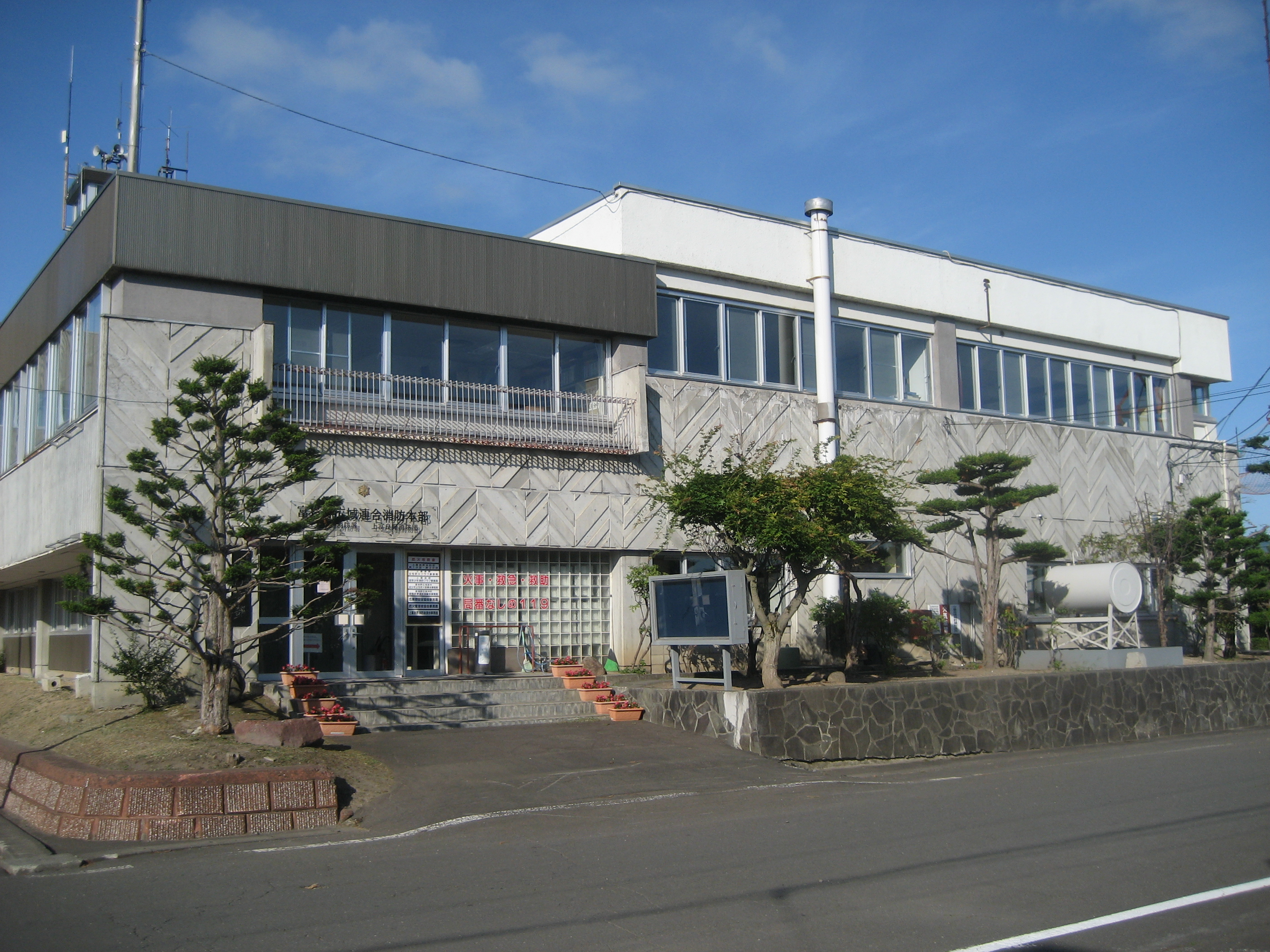
富良野広域連合消防本部（2014年7月）
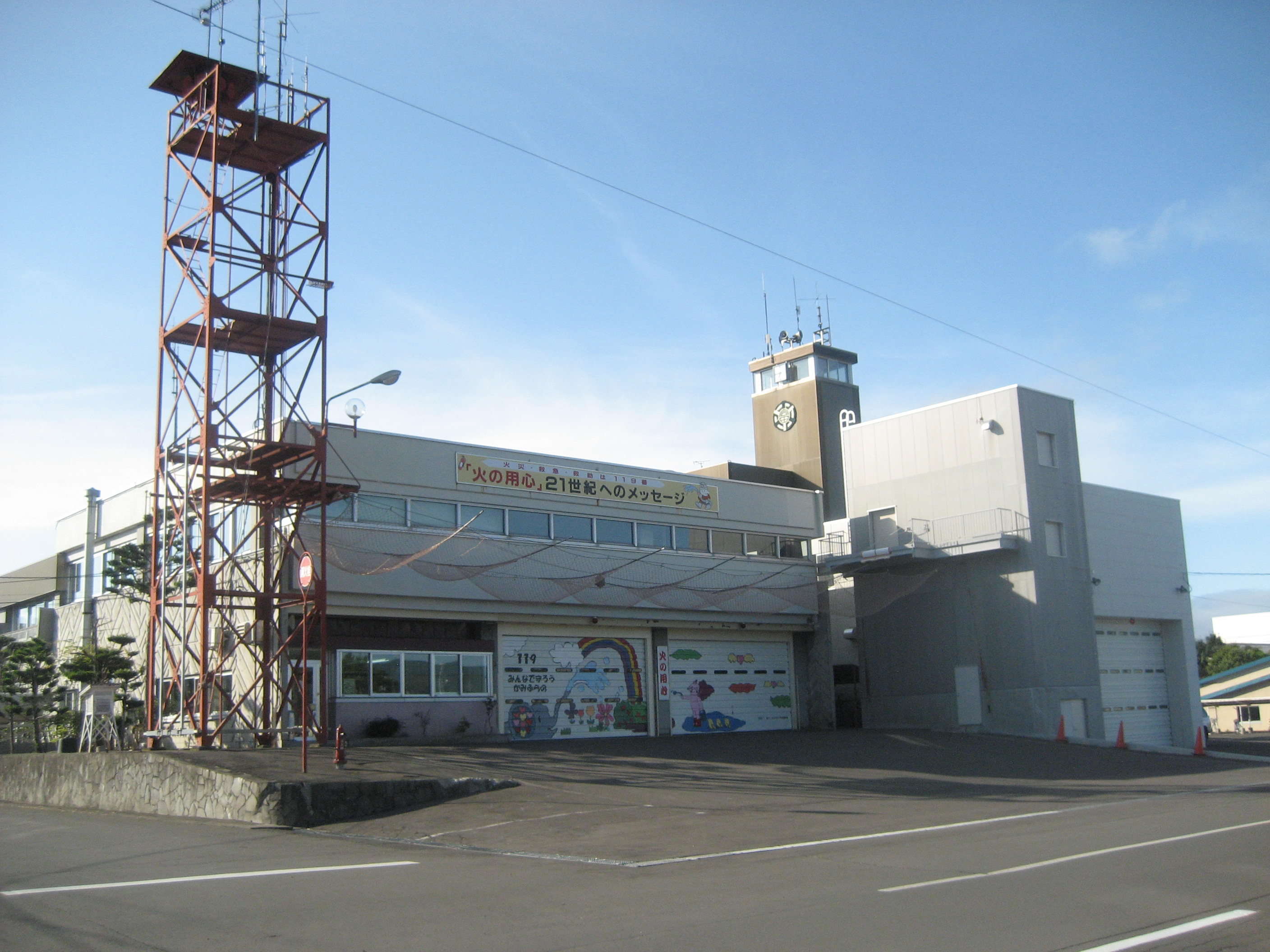
富良野広域連合上富良野消防署（2014年7月）

病院
- 上富良野町立病院

## 教育機関
高等学校
- 北海道上富良野高等学校

中学校
- 上富良野町立上富良野中学校

小学校
- 上富良野町立上富良野小学校
- 上富良野町立上富良野西小学校

認定こども園
- 上富良野高田幼稚園
- わかば中央保育園
- わかば愛育園

保育園
- 上富良野西保育園

## 経済・産業
基幹産業は農業であり、麦類・豆類・水稲・甜菜・ジャガイモ（馬鈴薯）の作付が多く、北海道内で唯一のホップ産地になっている。畜産では養豚が盛んであり、豚サガリ発祥の地でもある。ブランド肉として「かみふらのポーク」があり、豚にストレスをかけない飼育管理・生産を行い、配合飼料にもこだわっている。「かみふらの豊見豚カレー」は町内の温泉施設で提供している。産業別従事者では第三次産業の割合が最も多いが、これは陸上自衛隊の駐屯地があり公務員の割合が高いためである。観光では富良野・美瑛エリアに位置しているため、ラベンダーが咲く夏季を中心に多くの観光客が訪れるほか、十勝岳や富良野岳の登山口が町内にあることから、これらの山を目指す登山客も訪れる。
立地企業
- かみふらの牧場
- かみふらの工房
- 空知ミート
- カルビーポテト
- 北光電子工業
- スガノ農機
- カリカワ
- 富良野通運
- サッポロビール

組合
- ふらの農業協同組合（JAふらの）上富良野支所
- 北海カラマツ加工企業組合
- 上富良野町ホップ生産組合

商業施設
- 道北アークス（アークスグループ）
  - スーパーチェーンふじ上富良野店

金融機関
- 旭川信用金庫上富良野支店
- JAバンク北海道（北海道信用農業協同組合連合会）JAふらの上富良野支所

郵便局
- 上富良野郵便局（集配局）

フリーペーパー
- ライナーネットワーク
- asatan

## 交通

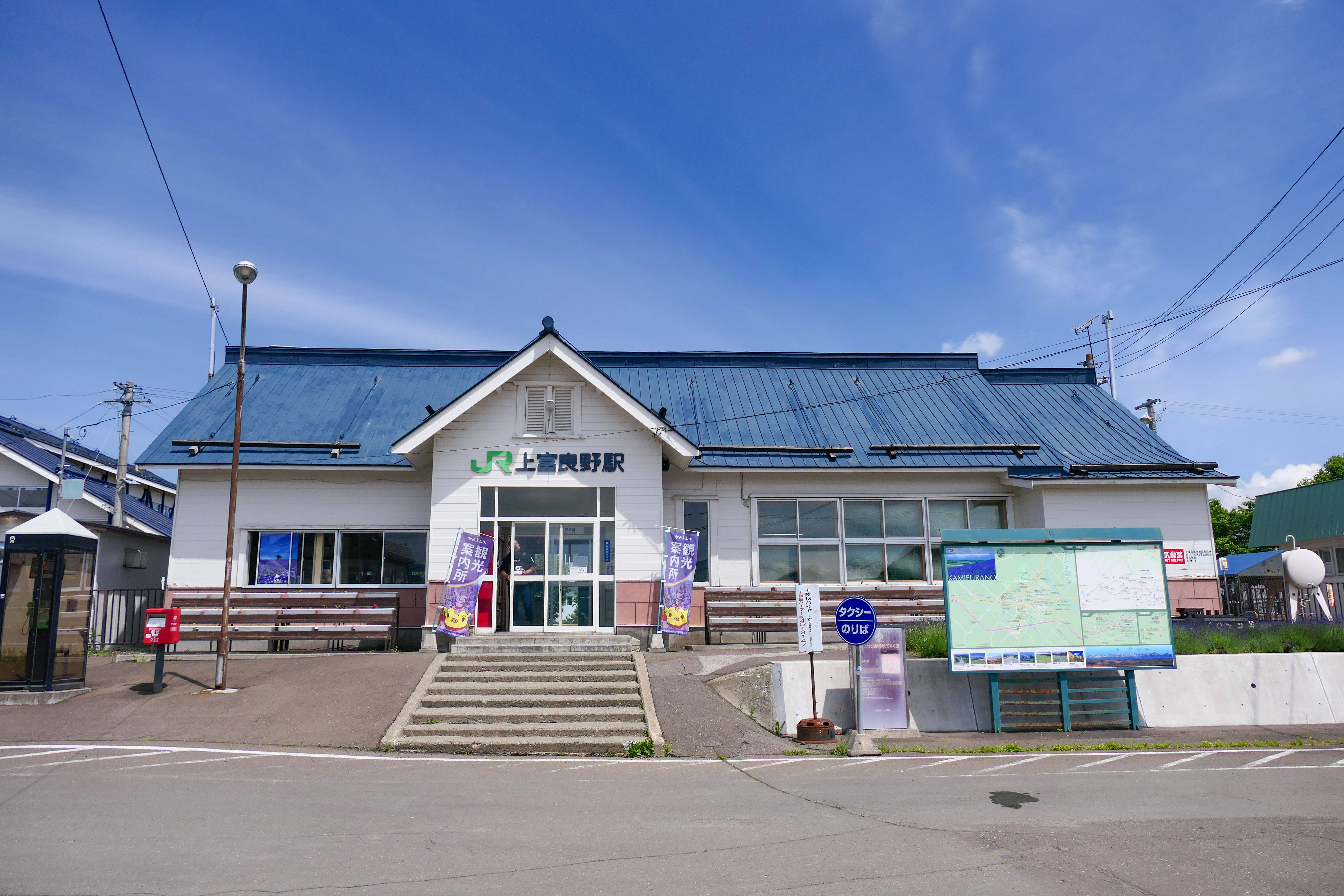
上富良野駅（2022年6月）

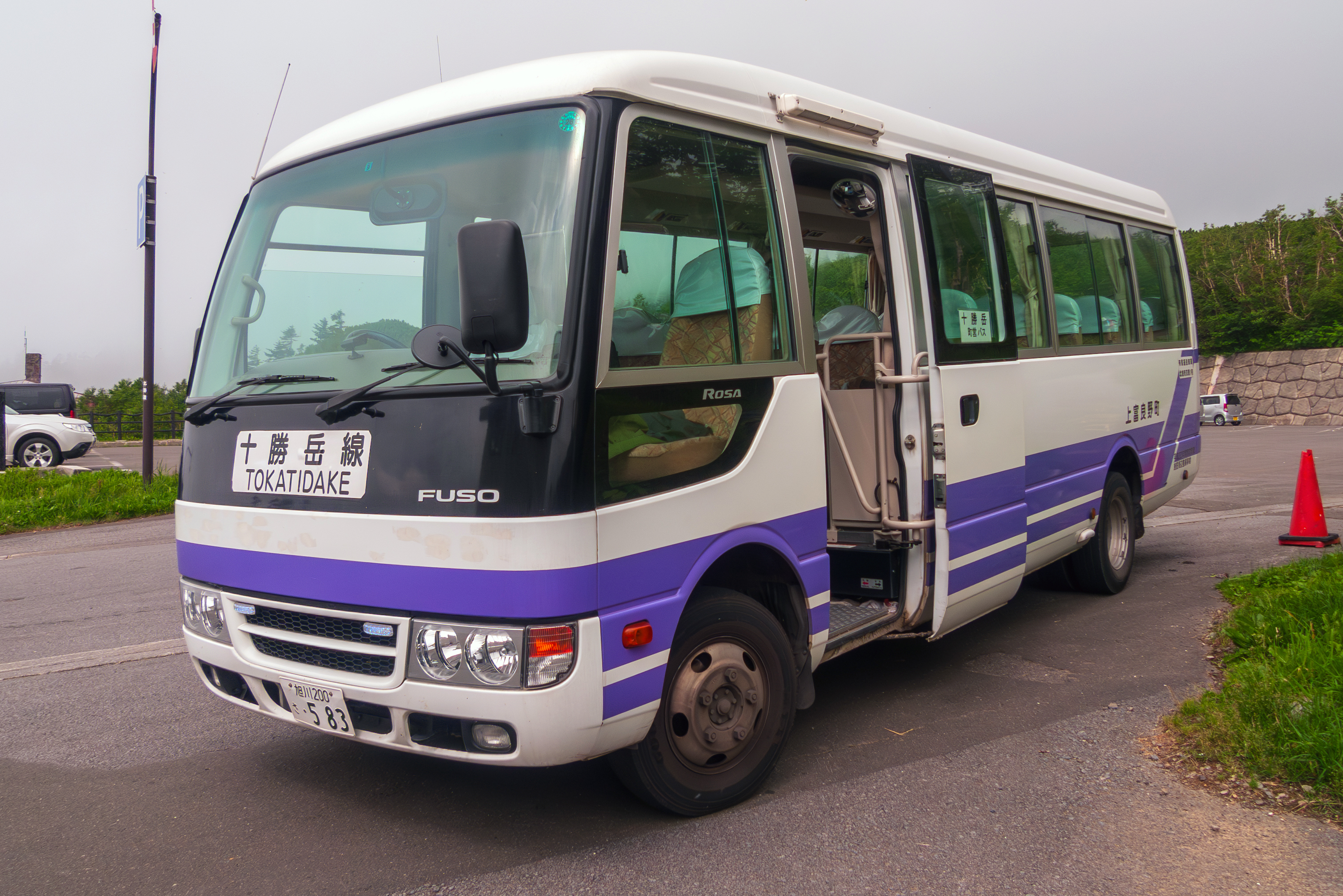
上富良野町営バス（2015年7月）

### 鉄道
北海道旅客鉄道（JR北海道）
- 富良野線：上富良野駅

### バス
路線バス
- ふらのバス
- 上富良野町営バス[24]

都市間バス
- 道北バス・北海道拓殖バス・十勝バス（共同運行）

### タクシー
- 十勝岳ハイヤー
- 上富良野ハイヤー

### 道路
町内を通る幹線道路は、シーニックバイウェイの「大雪・富良野ルート」、大雪 - 富良野 - 十勝を結ぶ「北海道ガーデン街道」になっている。
- 一般国道
  - 国道237号
- 都道府県道
  - 北海道道70号芦別美瑛線
  - 北海道道291号吹上上富良野線
  - 北海道道298号上富良野旭中富良野線
  - 北海道道299号上富良野停車場線
  - 北海道道353号美沢上富良野線
  - 北海道道581号留辺蘂上富良野線
  - 北海道道759号奈江富良野線
  - 北海道道851号上富良野中富良野線
  - 北海道道966号十勝岳温泉美瑛線

## 文化財
町指定
- 史跡
  - 憩の楡[27]
  - 富原地区地神及び山の神[27]
- 有形文化財
  - 東中尋常高等小学校御神影奉置所[27]

## 観光地・祭事・催事
かみふらの八景
- ジェットコースターの路

延長約2.5 kmの農道で、正式名は西11線農免道路。所在地は西11線北で、緩急さまざまなな坂で丘陵地を直線道路で貫いている。
- 深山峠（みやまとうげ）
- 千望峠（せんぼうとうげ）（冬季見学不可）
- パノラマロード江花

延長約5 kmの直線道路で、西4線北 - 東6線北をむすぶ。西4線北側から道路の正面に十勝岳を望む景勝地になっている。
- 日の出ラベンダー園（冬季見学不可）
- 和田草原とどんぐりの郷（冬季見学不可）
- 旭野やまびこ高地（冬季見学不可）
- 十勝岳温泉郷

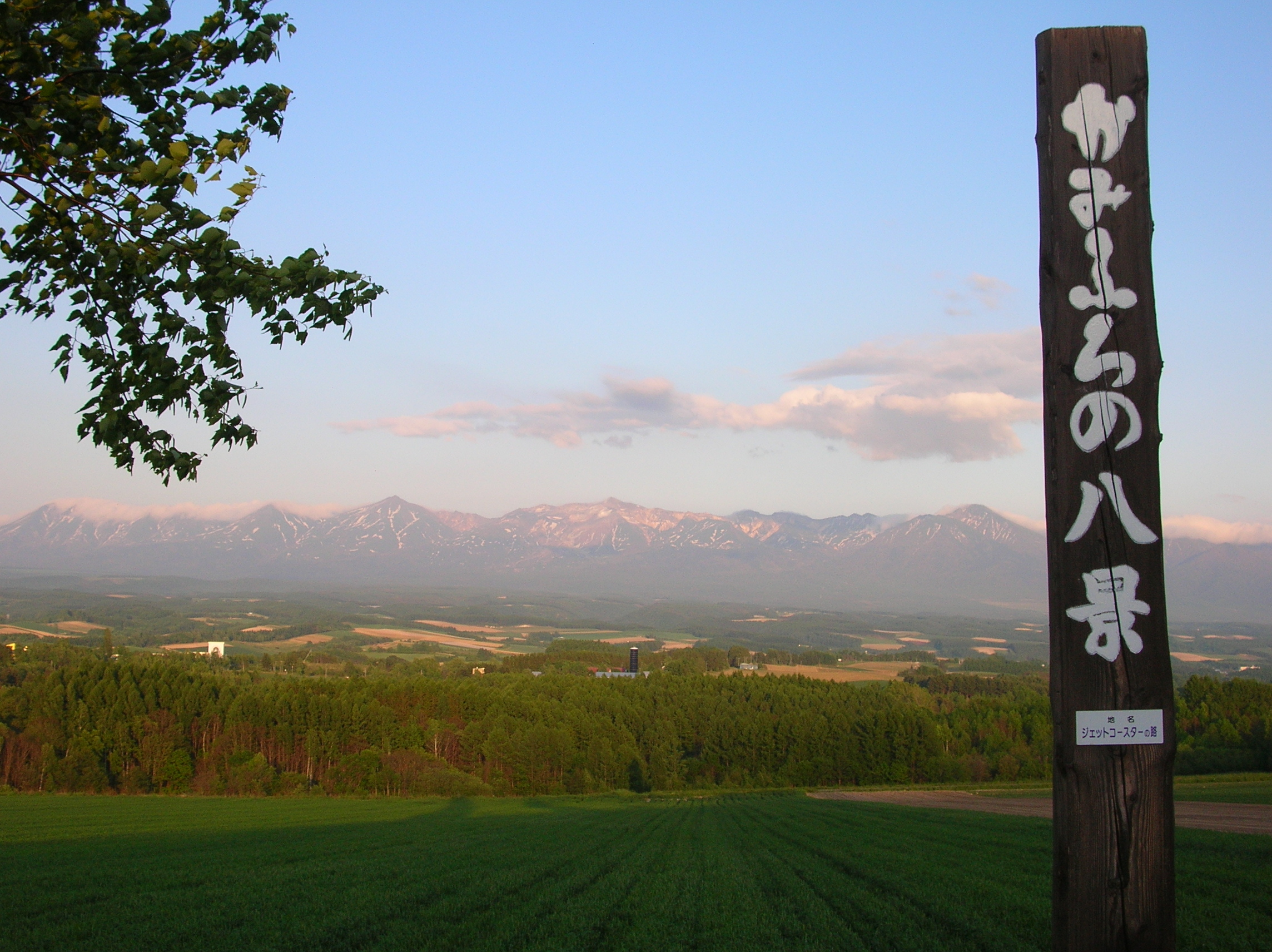
ジェットコースターの路（2008年6月）
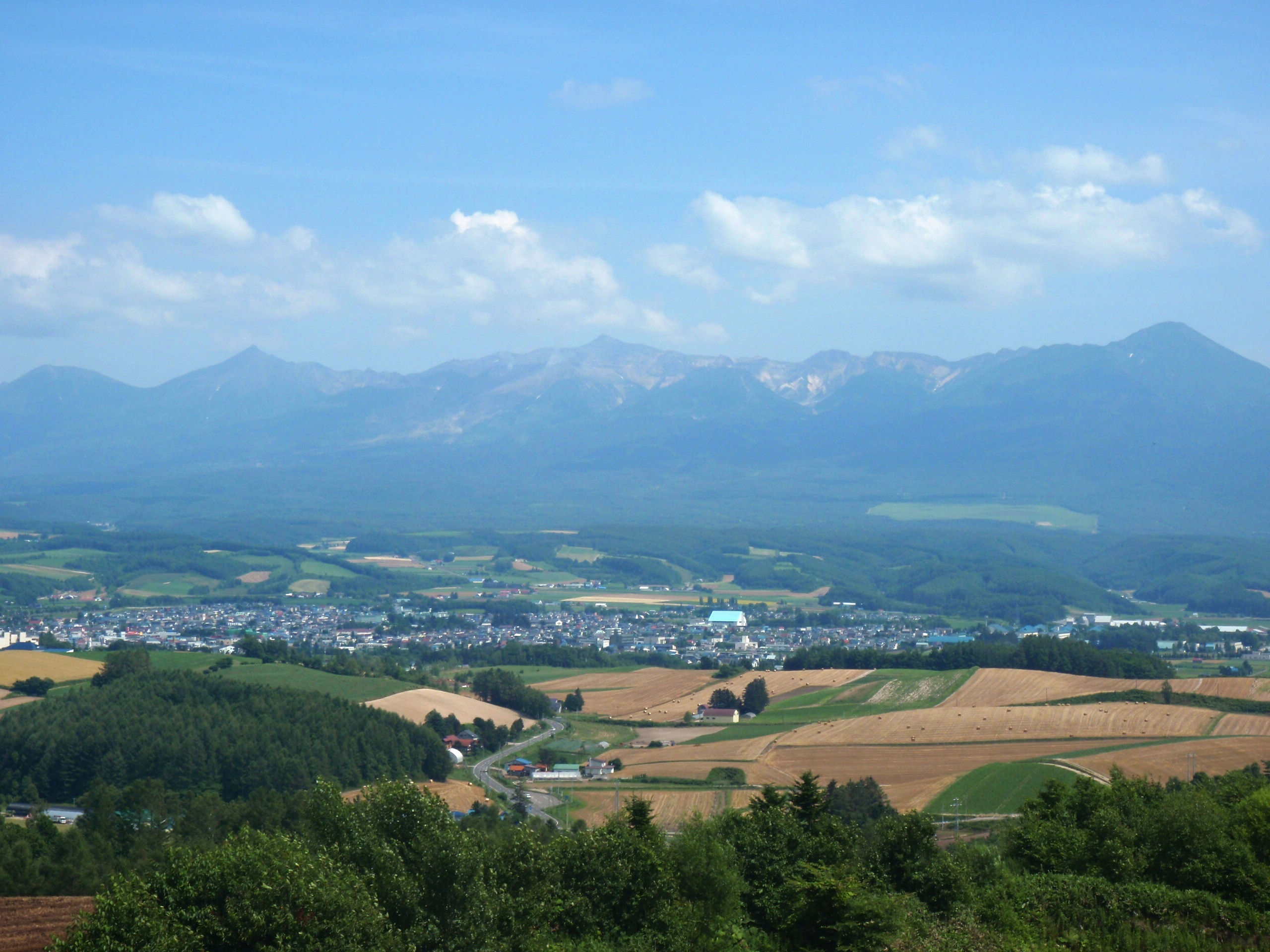
千望峠から望む十勝岳連峰（2011年8月）
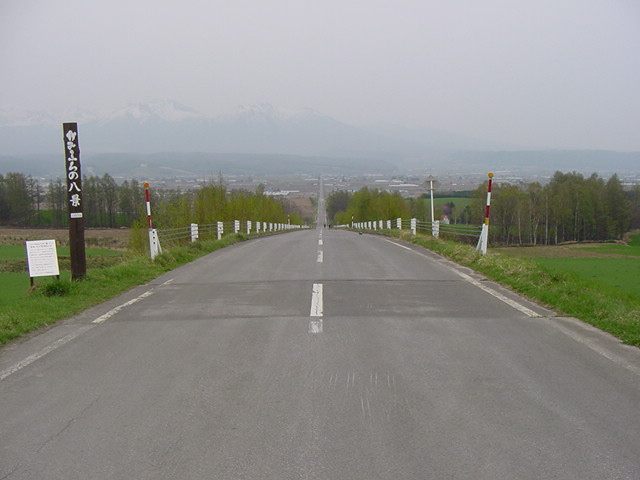
パノラマロード江花（2008年4月）

深山峠エリア
- かんのファーム[30]
- ギャラリーウッディ・ライフ 貝の展示館と風景写真館
- 深山峠ラベンダーオーナー園
- 深山峠アートパーク[31]
  - 観覧車
  - トリックアート美術館
- あきらフォトギャラリー
- ノースランドギャラリー

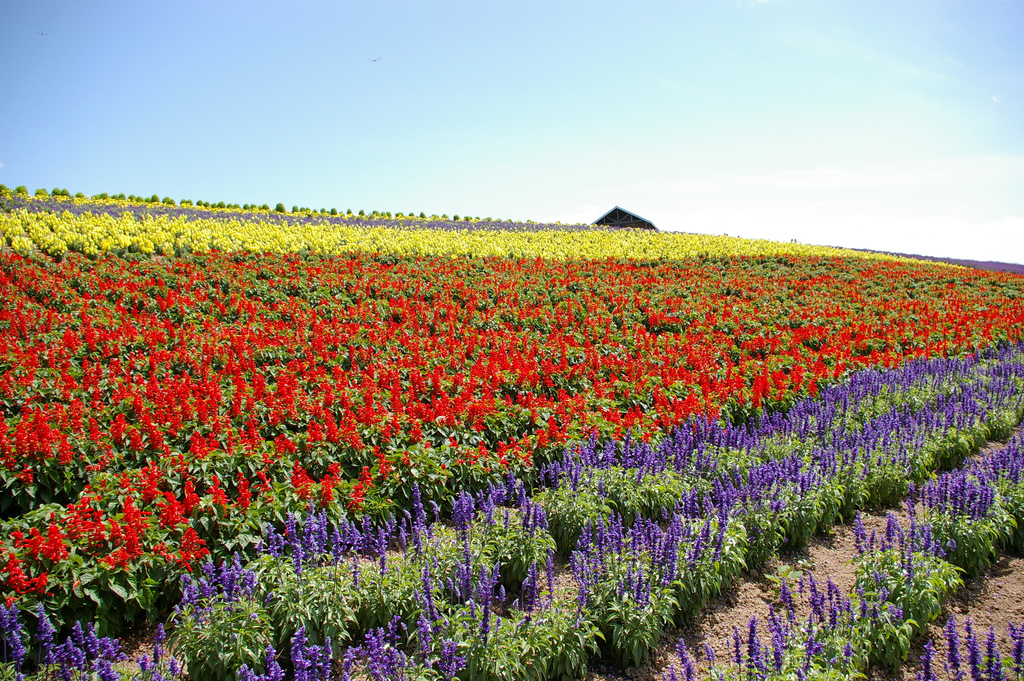
かんのファーム（2007年7月）

千望峠・中心部・東中エリア
- 上富良野町開拓記念館
- フラワーランドかみふらの[32]
- 佐藤喬の山の絵美術館・江幌小屋
- かみふらの見晴台情報ステーション

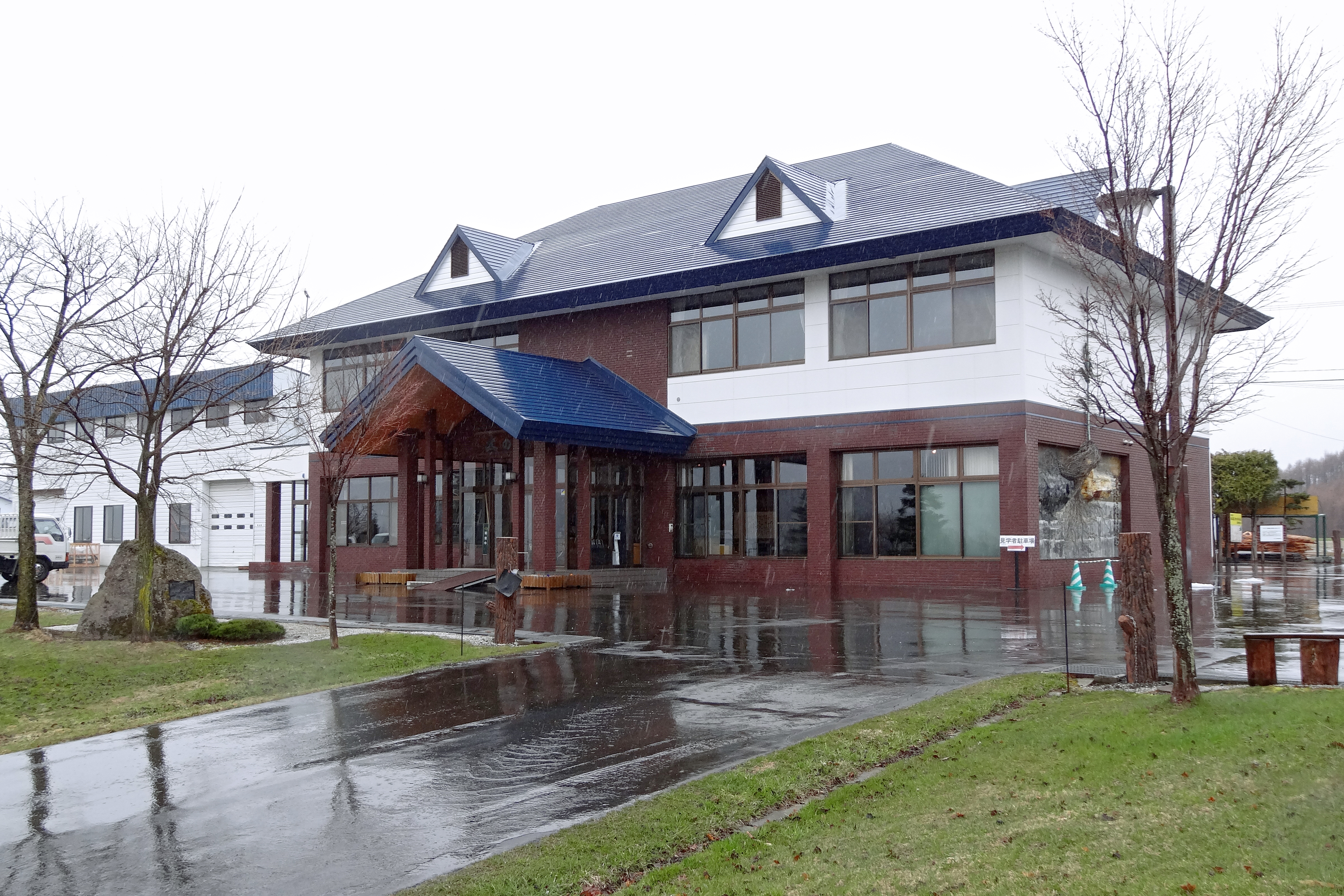
土の館（北海道遺産）
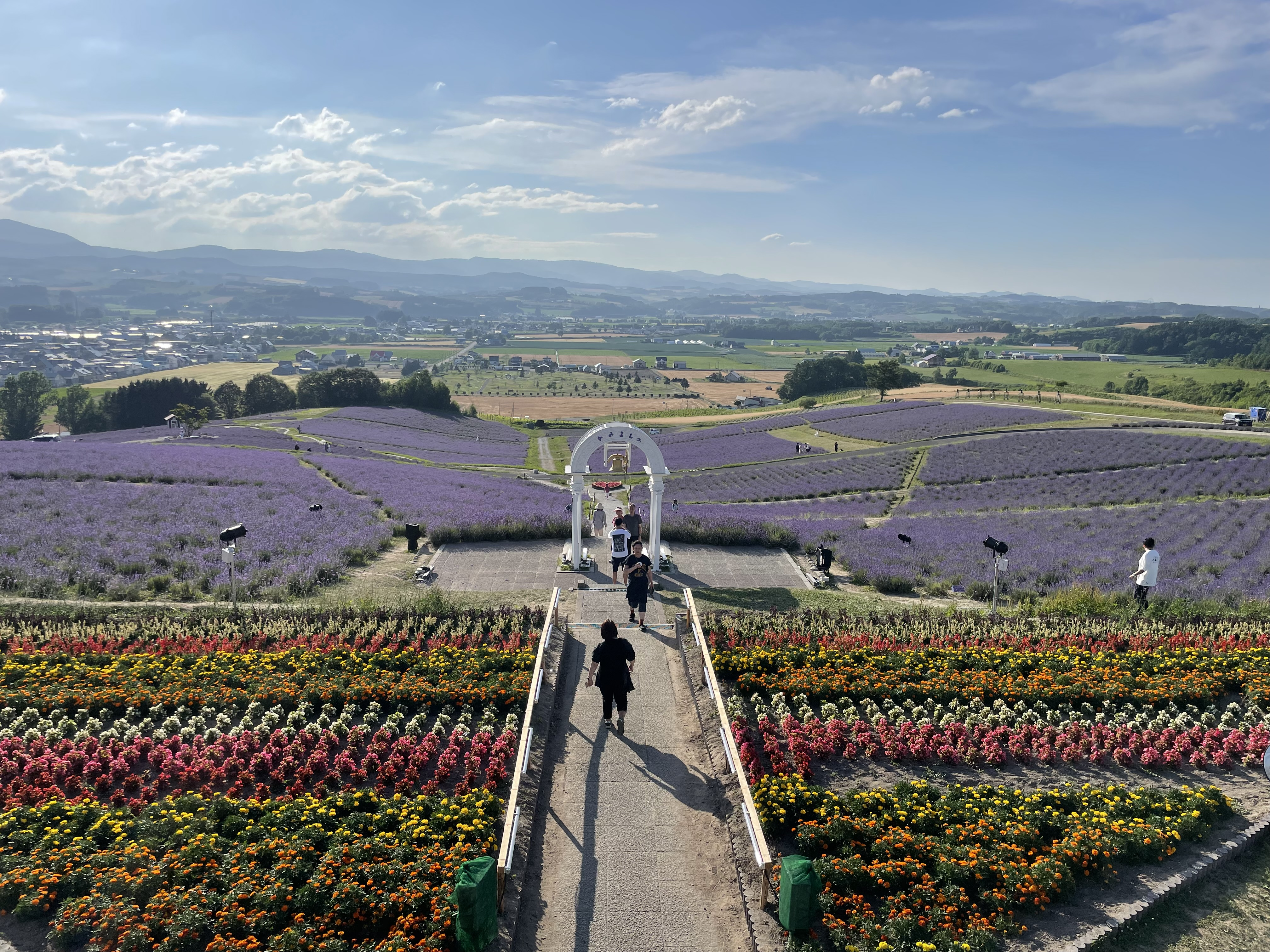
日の出公園（2022年6月）

- 千望峠駐車公園（冬季閉鎖）[35]
- 日の出公園
  - 日の出ラベンダー園
- フラヌイ温泉
- 後藤純男美術館[36]
- 上富良野町郷土館
- ファーム富田ラベンダーイースト[37]

- 土の館（2013年5月）
- 日の出公園（2022年6月）

十勝岳エリア
- 十勝岳温泉（国民保養温泉地）[12]
- 吹上温泉
- 吹上露天の湯

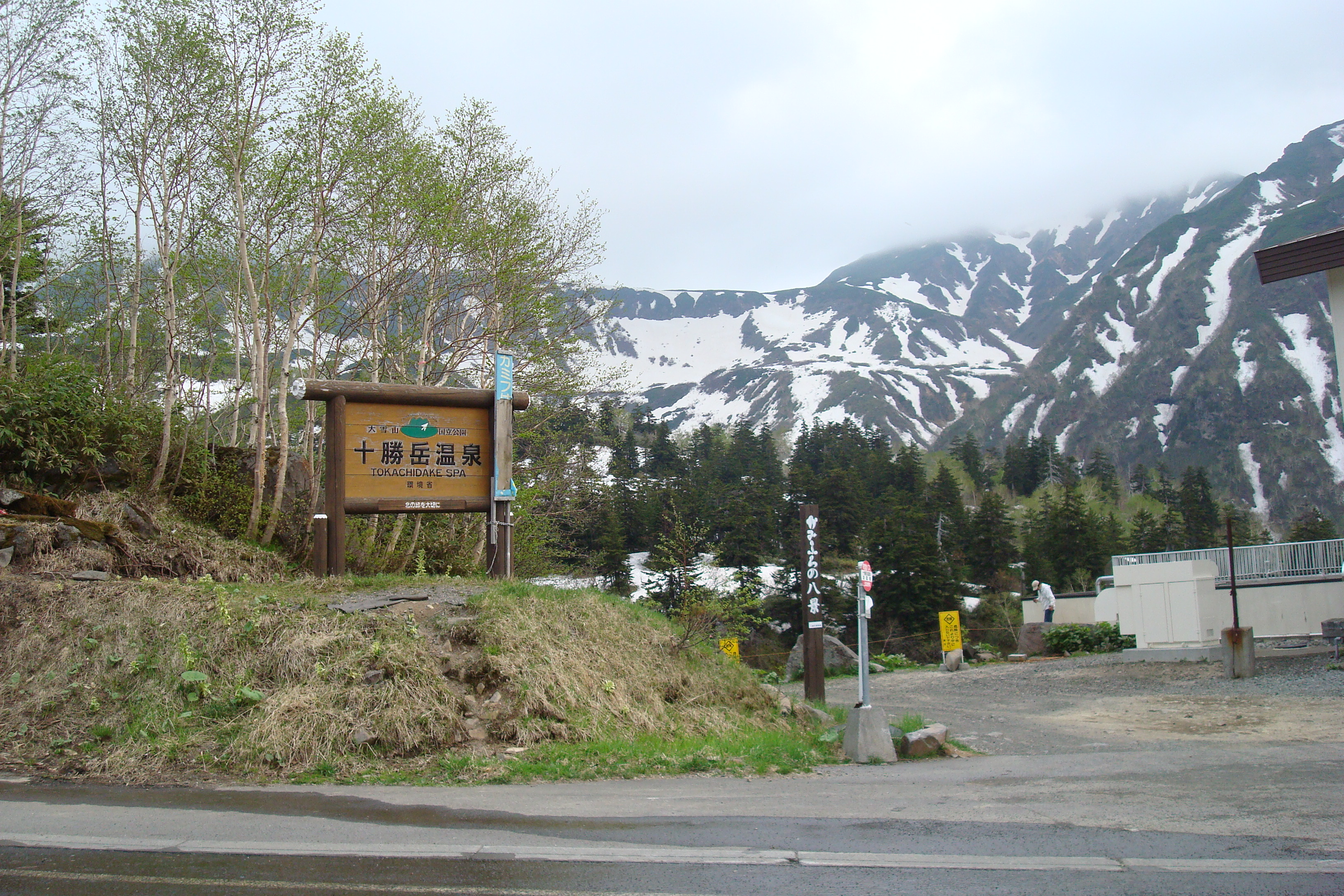
十勝岳温泉（2010年6月）
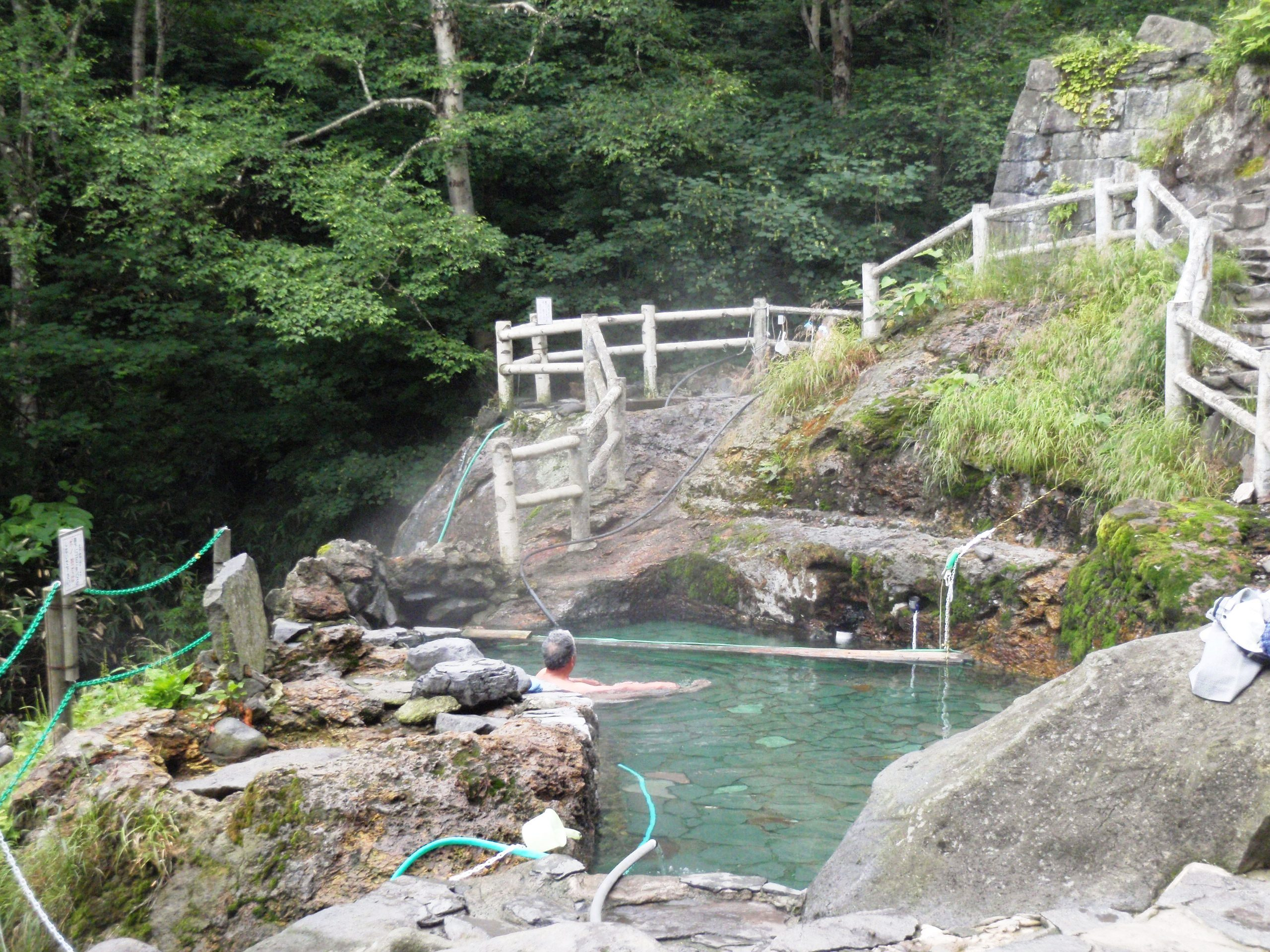
吹上露天の湯（2011年8月）

### 祭事・催事
- かみふらの雪まつり（2月）
- 十勝岳山開き（6月）
- 花と炎の四季彩まつり（7月）[38]
- 十勝岳紅葉まつり（9月）
- 北の大文字（大晦日から元旦）

## 上富良野町が舞台（ロケ地）となった作品
小説
- 三浦綾子『泥流地帯』

テレビドラマ
- 『北の国から'95秘密』
- 『優しい時間』
- 『大麦畑でつかまえて』
- 『農業女子はらぺ娘』

映画
- 『60歳のラブレター』
- 『糸』

## 人物
50音順

### 出身人物
- 入江彩乃（声優・プロレスラー）
- 岡本聡（計算機科学者。慶應義塾大学特任教授）
- 岡和田晃（ライター・翻訳家）
- 尾岸孝雄（第9代上富良野町長、元上富良野町議会議員）
- 斉藤繁（第11代上富良野町長）
- 高橋直子（ラジオパーソナリティー）
- 松井博和（農芸化学者。ふらのふるさと大使[39]）
- 向山富夫（第10代上富良野町長、元上富良野町議会議員）
- 吉岡健太郎（プロスノーボーダー）

### ゆかりのある人物
- 伊東剛（写真家）
- 後藤純男（画家）
- 牧野由依（声優、かみふらのPR大使）
- 三浦綾子（小説家）

## 町民憲章・宣言
上富良野町民憲章
宣言
- 「健康づくり推進のまち」宣言（平成26年2月）

## 参考資料
- “富良野・美瑛 ちょっと暮らすように旅をする〜ふらのびえい田園休暇街道 〜富良野・美瑛 広域観光圏整備計画〜” (PDF).   観光庁. 2016年3月30日閲覧。
- “上富良野農業振興地域整備計画書” (PDF).   上富良野町 (2011年). 2016年3月31日閲覧。
- “上富良野町観光振興計画” (PDF).   上富良野町 (2012年). 2016年3月31日閲覧。
- “上富良野町教育振興基本計画（改訂版）” (PDF).   上富良野町教育委員会 (2014年). 2016年3月31日閲覧。
- “かみふらの観光ガイドブック” (PDF).   かみふらの十勝岳観光協会. 2016年3月31日閲覧。
- “かみふらの八景マップ” (PDF).   かみふらの十勝岳観光協会. 2016年3月31日閲覧。
- 中村淳一 編『日本の絶景ロード100』枻出版社、2018年4月20日。ISBN 978-4-7779-5088-1。